# Tolga
Tolga är den enda tätorten i Tolga kommun i Innlandet fylke i östra Norge. Orten ligger vid älven Glåma och vid Rörosbanan, där fylkesväg 26 och fylkesväg 30 möts. Den utgör kommunens centralort.